# Hugo Tocalli
Hugo Daniel Tocalli (Monte Buey,  Provincia de Córdoba, 21 de enero de 1948) es un exfutbolista y actual director técnico argentino. Jugaba como arquero y su primer equipo fue Deportivo Morón. Su último club antes de retirarse fue Atlanta. Actualmente es el coordinador de las divisiones inferiores del Club Atlético Independiente de la Primera División del Fútbol Argentino.
Es reconocido principalmente por su trabajo en las categorías juveniles de la Selección Argentina.

## Trayectoria

### Como jugador
Fue arquero y realizó las inferiores en San Lorenzo de Almagro pero empezó a jugar profesionalmente en Deportivo Morón en 1970. En casi 15 años de trayectoria jugó 405 partidos en 7 clubes distintos: Nueva Chicago, Quilmes, América de Cali de Colombia, Argentinos Juniors, Unión de Santa Fe y Atlanta. A nivel internacional conformó la nómina de América de Cali que en 1976 obtuvo la Copa Simón Bolívar. Su mejor momento deportivo lo vivió en 1978 cuando ganó el Torneo Metropolitano con Quilmes.

### Como entrenador
Como entrenador comenzó trabajando en las divisiones inferiores de Vélez Sarsfield donde también tuvo un interinato como técnico del primer equipo en la temporada 1988-89. Luego fue entrenador de Quilmes, Tigre y Deportivo Italiano, además de un breve paso como colaborador de José Yudica en Platense.
En 1994, mientras dirigía nuevamente a Quilmes, recibió el llamado de José Néstor Pékerman para sumarse a su cuerpo técnico en los seleccionados juveniles argentinos: juntos obtuvieron las Copas Mundiales Sub-20 de Catar 1995, Malasia 1997 y Argentina 2001; paralelamente, a partir de 1998 pasó a ser el entrenador de la Sub-17 y en 1999 se hizo cargo de la recién formada Sub-15. Tras la salida de Pekerman en 2002, Tocalli quedó al mando de la Sub-20, a la que dirigió tanto en el Sudamericano como en el Mundial de 2003.
Con la renuncia de Marcelo Bielsa a la Selección Argentina en 2004, se produjo la asunción de José Néstor Pékerman como nuevo entrenador y Tocalli fue convocado nuevamente para integrar el cuerpo técnico. Pese a su nuevo rol siguió dirigiendo a la Selección Sub-20 incluso en el Sudamericano de 2005, antes de cederle el puesto a Francisco Ferraro.
Luego del Mundial 2006 y la renuncia de Pekerman al seleccionado mayor, Tocalli reasumió su cargo como entrenador de la Sub-20 con el objetivo puesto en el Sudamericano 2007: allí el equipo logró clasificar al Mundial de Canadá, en el que se consagró campeón, y a los Juegos Olímpicos de Pekín 2008, donde la selección obtendría la medalla dorada ya con Sergio Batista como técnico.

#### Vélez Sarsfield
En el año 2008 se convirtió en entrenador de Vélez Sarsfield, en reemplazo de Ricardo Lavolpe. Se quedaría en el cargo hasta fin de año, siendo su sucesor Ricardo Gareca.

#### Colo-Colo
El miércoles 13 de mayo del año 2009, es confirmado como nuevo técnico de Colo-Colo de Chile y el jueves 14 del mismo mes es presentado por la institución a la prensa y al país, se puso la camiseta del club y ofreció una conferencia a los periodistas. A pesar del mal comienzo que tuvo, y de estar a tan solo un partido de ser despedido del club, logró repuntar (tomando como punto de inflexión la victoria sobre su clásico rival, Universidad de Chile) para luego terminar 4º en la fase regular.
En la fase de Playoffs, Colo-Colo se muestra como el equipo más sólido y vence en la final a un fuerte equipo de Universidad Católica, consiguiendo de esta manera el primer título con un equipo profesional de primera división en su carrera de técnico. Tras ser duramente cuestionado por los medios e hinchas luego la eliminación del Cacique en la fase de grupos en la Copa Libertadores 2010 presentó su renuncia, aduciendo problemas de índole familiar, Tocalli presentó su renuncia que se hará efectiva tras ganar el superclásico del fútbol Chileno el día domingo 25 de abril del año 2010, como dato llamativo se fue dejando al equipo como puntero en el ámbito local y como campeón vigente.

#### Quilmes
Dirigió nuevamente a Quilmes en el Apertura 2010, pero el 15 de octubre renunció a su cargo debido a los malos resultados ya que de 11 partidos disputados empató 6 y perdió 5.

#### Chile
Desde el 11 de julio de 2013 hasta el 16 de marzo de 2015, Tocalli fue el jefe técnico de las selecciones menores de Chile tras ser despedido luego del fracaso del equipo en el Campeonato Sudamericano Sub-20 de 2015.

### Como coordinador de inferiores

#### Argentinos Juniors
Hasta 2013 se desempeñó como coordinador de las divisiones inferiores de Argentinos Juniors en reemplazo de Adrián Domenech, que emigró a River Plate. Anteriormente rechazó dos importantes propuestas: una de Millonarios de Colombia para dirigirlo y otra de José Néstor Pekerman (entrenador de la Selección de Colombia) para que se haga cargo de las selecciones juveniles de ese país.

#### San Lorenzo de Almagro
En julio de 2016 asumió como cocoordinador de las inferiores de San Lorenzo de Almagro y trabajaba codo a codo con Fernando Kuyumchoglu. Su principal función fue la búsqueda de futbolistas para nutrir la cantera del club, por lo que viajaba habitualmente al Interior en busca de nuevos talentos.

#### Platense
En noviembre de 2021 fue anunciado como coordinador de las divisiones inferiores de Platense.

#### Independiente
En la mañana del martes 17 de enero de 2023 fue presentado en el Predio de Santo Domingo con la presencia de las máximas autoridades del Club Atlético Independiente como el nuevo director del Fútbol Amateur junto a Gerardo Rojo.

### Como secretario técnico

#### San Lorenzo de Almagro
En 2019 no solo se ocupó del fútbol juvenil, sino que además comenzó a trabajar en la secretaría técnica del fútbol profesional. Desde entonces Tocalli está involucrado en las cuestiones de reserva y primera división junto a Leandro Romagnoli. Desde 2020 trabajó exclusivamente en esta área, a la que se sumó Alberto Acosta. En marzo de ese año asumió interinamente la dirección técnica del primer equipo junto a Leandro Romagnoli tras la salida de Diego Monarriz, luego regresó a su puesto. En mayo de 2021 renunció.

## Clubes

### Como jugador
| Club               | País      | Año       |
| ------------------ | --------- | --------- |
| Deportivo Morón    | Argentina | 1970      |
| Nueva Chicago      | Argentina | 1971-1974 |
| Quilmes            | Argentina | 1975      |
| América de Cali    | Colombia  | 1976      |
| Argentinos Juniors | Argentina | 1977      |
| Quilmes            | Argentina | 1978-1983 |
| Unión de Santa Fe  | Argentina | 1984      |
| Atlanta            | Argentina | 1985      |

### Como asistente técnico
| Club                | País      | Año       |
| ------------------- | --------- | --------- |
| Platense            | Argentina | 1992      |
| Selección Sub-17    | Argentina | 1994-1997 |
| Selección Sub-20    | Argentina | 1994-2001 |
| Selección Argentina | Argentina | 2004-2006 |

### Como entrenador
| Club                       | País      | Año       |
| -------------------------- | --------- | --------- |
| Vélez Sarsfield (interino) | Argentina | 1989      |
| Quilmes                    | Argentina | 1989-1990 |
| Tigre                      | Argentina | 1990-1991 |
| Deportivo Italiano         | Argentina | 1993-1994 |
| Quilmes                    | Argentina | 1994      |
| Selección Sub-17           | Argentina | 1998-2003 |
| Selección Sub-15           | Argentina | 1999-2000 |
| Selección Sub-20           | Argentina | 2002-2005 |
| Selección Sub-20           | Argentina | 2006-2007 |
| Vélez Sarsfield            | Argentina | 2008      |
| Colo-Colo                  | Chile     | 2009-2010 |
| Quilmes                    | Argentina | 2010      |
| Selección Sub-20           | Chile     | 2014-2015 |
| San Lorenzo (interino)     | Argentina | 2020      |
| Independiente (interino)   | Argentina | 2024      |

## Palmarés

### Como jugador

#### Campeonatos nacionales
| Título           | Club    | País      | Año    |
| ---------------- | ------- | --------- | ------ |
| Primera B        | Quilmes | Argentina | 1975   |
| Primera División | Quilmes | Argentina | M-1978 |

#### Copas internacionales no oficiales
| Título             | Club            | País     | Año  |
| ------------------ | --------------- | -------- | ---- |
| Copa Simón Bolívar | América de Cali | Colombia | 1976 |

### Como asistente técnico

#### Copas internacionales
| Título              | Club                | Sede      | Año  |
| ------------------- | ------------------- | --------- | ---- |
| Copa Mundial Sub-20 | Selección Argentina | Catar     | 1995 |
| Sudamericano Sub-20 | Selección Argentina | Chile     | 1997 |
| Copa Mundial Sub-20 | Selección Argentina | Malasia   | 1997 |
| Sudamericano Sub-20 | Selección Argentina | Argentina | 1999 |
| Copa Mundial Sub-20 | Selección Argentina | Argentina | 2001 |

### Como entrenador

#### Campeonatos nacionales
| Título                    | Club      | País  | Año    |
| ------------------------- | --------- | ----- | ------ |
| Primera División de Chile | Colo-Colo | Chile | C-2009 |

#### Copas internacionales
| Título              | Club                | Sede    | Año  |
| ------------------- | ------------------- | ------- | ---- |
| Sudamericano Sub-20 | Selección Argentina | Chile   | 2003 |
| Sudamericano Sub-17 | Selección Argentina | Bolivia | 2003 |
| Copa Mundial Sub-20 | Selección Argentina | Canadá  | 2007 |